# Alte Synagoge (Danzig)
Koordinaten: 54° 21′ 9,5″ N, 18° 39′ 2,5″ O
Die Alte Synagoge in Danzig (polnisch Stara Synagoga w Gdańsku) befand sich an der Breitgasse 130–131 (heute: Ulica Szeroka). Die Synagoge wurde 1859 durch eine Reformgemeinde im maurischen Stil an der Stelle einer älteren Synagoge erbaut. Die Eröffnung erfolgte am 27. September 1859 mit zwei Torarollen.
Die Synagoge bestand bis 1887, als die Große Synagoge eröffnet wurde und die beiden Torarollen aus der Alten Synagoge feierlich in deren Toraschrein übertragen wurden. An der Wende vom 19. zum 20. Jahrhundert wurde an dem einstigen Standort der Synagoge ein Wohnhaus gebaut. Anfang des 20. Jahrhunderts entstand die Seifenfabrik E. G. Gamm, die bis 1945 betrieben wurde. Heute befindet sich dort der Platz Skwer Dariusz Kobzdej, der nach einem Mitglied der polnischen Opposition in der Volksrepublik Polen benannt wurde.
1927 wurde mit der Neuen Synagoge eine zweite Synagoge der Stadt im Stadtteil Langfuhr fertiggestellt.